# Nissonrivier
De Nissonrivier (Zweeds: Nissonjåkka of -johka) is een rivier, die stroomt in de Zweedse  gemeente Kiruna. De Nissonrivier ontwatert een berggebied ten oosten van de Abiskorivier. Ze stroomt naar het noordwesten, is ongeveer 7 kilometer lang en stroomt dan de Abiskorivier in.
Datzelfde gebied ontwatert ook naar het zuidoosten en wel via de Nissonvalleirivier.